# Hangspitze
El Hangspitze és un massís de les muntanyes del Bregenzwald (Vorarlberg, Àustria) situat en el municipi de Mellau. El pic més alt culmina a 1.746 metres d'altura. Es troba a unes tres hores del nucli urbà de Mellau.